# Vincent Van Quickenborne
Vincent Paul Marie Van Quickenborne, né le 1er août 1973 à Gand, est un homme politique belge flamand, membre de l'Open Vld. Il est ministre des Pensions et Vice-Premier ministre du Gouvernement Di Rupo. Il est bourgmestre de Courtrai et est ministre de la Justice et de la Mer du Nord dans le cabinet mené par Alexander De Croo.

## Études et carrière
En 1991, il termine ses études secondaires au collège Sainte-Barbe de Gand. Vincent Van Quickenborne témoigne, en 2023, des abus sexuels de la part d'un prêtre à l'encontre des élèves qu'il a constaté dans l’école dans les années 1980. En 1996, il est licencié en droit de la Katholieke Universiteit Leuven (KU Leuven).
Il exerce ensuite le métier d’avocat au barreau de Courtrai.
Aux élections communales de 2012, il parvient à mettre fin au règne du CD&V sur Courtrai en étant élu bourgmestre, en 2013. Il est remplacé au gouvernement fédéral par Alexander De Croo. Il est réélu bourgmestre de Courtrai en octobre 2018. Le 1er octobre 2020, il est nommé vice-Premier ministre et ministre fédéral de la Justice dans le gouvernement De Croo. En conséquence, il laisse sa fonction de bourgmestre à Ruth Vandenberghe qui devient bourgmestre faisant fonction.
En février 2022, il entame la procédure de retrait de reconnaissance officielle de l'Exécutif des musulmans de Belgique critiqué depuis octobre 2020 dans un rapport de la Sûreté de l’État qui avait dénoncé des ingérences étrangères au sein de cette institution. De surcroît, sa gestion était mise en cause pour son manque de transparence et sa confiscation par une poignée de membres. En mai 2023, le bureau de l’Exécutif des musulmans de Belgique annonce saisir la justice afin de faire cesser ce qu’il considère comme des « ingérences arbitraires » du ministre de la Justice dans l’organisation du culte musulman.
En septembre 2022, il est, selon la presse, sujet d'une tentative d’enlèvement sur fond de recrudescence de la violence liée au trafic de drogue les mois précédents. Quatre suspects ont été arrêtés.
En novembre 2022, l’agression mortelle contre un policier commise par un islamiste radical à Bruxelles, devient une affaire d’Etat plaçant Vincent Van Quickenborne et Annelies Verlinden, responsable de l’intérieur, « sur la défensive ». Il déclare aux syndicats de policiers « voir ce que l’on peut mieux faire » afin d’assurer leur protection et demande au procureur général de Bruxelles, Johan Delmulle, un rapport sur les événements qui ont entouré le meurtre du policier à Schaerbeek. La démission du ministre est réclamée par les deux principaux syndicats policiers.
En avril 2023, Vincent Van Quickenborne propose une restriction du droit de manifester.
En septembre 2023, Vincent Van Quickenborne est éclaboussé par le « pipigate ». Il est accusé, par plusieurs partis politiques et des syndicats policiers, d'avoir menti à la suite d'une soirée trop arrosée qu'il a organisée, ce qui crée une polémique,. Cependant, il évite les poursuites judiciaires.
Le 22 octobre 2023, il démissionne du poste de ministre de la Justice, reconnaissant une « faute individuelle » au sujet de la fusillade du 16 octobre 2023 à Bruxelles. En effet, l'auteur de la fusillade — un clandestin tunisien multirécidiviste — avait fait l'objet en août 2022 d'une demande d'extradition vers la Tunisie que ses équipes n'ont pas jugé utile de traiter,. Le 23 octobre 2023, il redevient bourgmestre de Courtrai.
En décembre 2023, Vincent Van Quickenborne fait face à  de nouvelles révélations. Il a enfreint les règles sanitaires visant à lutter contre la propagation du coronavirus (Covid-19) au cours d'une fête privée, en août 2021. L'ancien ministre parle d'une « erreur de jugement » et a présenté ses excuses,.

## Carrière politique
- 1999 - 2003 : sénateur belge.
- 2001 - 2013 : conseiller communal à Courtrai.
- 2003 - 2007 : secrétaire d'État pour la simplification administrative.
- 2008 - 2011 : ministre pour l’Entreprise et la Simplification.
- 2011 - 2012 : vice-Premier ministre et ministre fédéral des Pensions du gouvernement Di Rupo.
- 2013 - 2020 : bourgmestre de Courtrai.
- 2020 - 2023 : vice-Premier ministre et ministre fédéral de la Justice chargé de la mer du Nord du gouvernement De Croo.
- 2023 - : bourgmestre de Courtrai.